# Accaparramento
L'accaparramento è l'acquisto di materie prime, semilavorati e beni finiti non disponibili sul mercato allo scopo di rivenderli a un prezzo fortemente maggiorato. 
Solitamente un operatore tratta il maggior numero di pezzi in un arco temporale per quanto possibile ristretto, in modo che in pochi si accorgano di quanto sta avvenendo.

Si tratta di un comportamento considerato reato in tempo di guerra o grave crisi economica.

Si differenzia dall'incetta in quanto quest'ultima riguarda un prodotto già ampiamente reperibile sul mercato.